# دوماگوی ویدا
دوماگوی ویدا (کرواتی: Domagoj Vida؛ زادهٔ ۲۹ آوریل ۱۹۸۹) بازیکن فوتبال اهل کرواسی است. پست تخصصی این بازیکن مدافع است.